# Na Paz (álbum de Fernanda Abreu)
Na Paz é o sexto álbum de estúdio da cantora e compositora brasileira Fernanda Abreu, lançado em 2004 pela EMI.

## Lista de faixas
| N.º            | Título                     | Compositor(es)                                     | Duração  |  |
| 1.             | "Brasileiro"               | Fernanda Abreu, Teta Lando                         | 4:57     |  |
| 2.             | "Eu Vou Torcer"            | Jorge Ben Jor                                      | 4:10     |  |
| 3.             | "Zazuê"                    | Fernanda Abreu, Rodrigo Campello, JR Tostoi        | 4:13     |  |
| 4.             | "Bidolibido"               | Fernanda Abreu, Rodrigo Campello, Jovi Joviniano   | 3:24     |  |
| 5.             | "Sol - Lua"                | Fernanda Abreu, Rodrigo Campello, Suely Mesquita   | 3:45     |  |
| 6.             | "2 Namorados"              | Fernanda Abreu, Pedro Luís, Plínio Gomes "Profeta" | 4:08     |  |
| 7.             | "Padroeira Debochada"      | Fernanda Abreu, Fausto Fawcett, Maurício Pacheco   | 3:54     |  |
| 8.             | "Vida de Rei"              | Fernanda Abreu, Ivo Meirelles, César Farias        | 4:25     |  |
| 9.             | "A Onça"                   | Fernanda Abreu, Rodrigo Campello                   | 4:03     |  |
| 10.            | "Sou Brasileiro"           | Jovi Joviniano, Thomaz de Aquino                   | 1:51     |  |
| 11.            | "Não Deixe o Samba Morrer" | Aloísio, Edson                                     | 6:50     |  |
| Duração total: | Duração total:             | Duração total:                                     | 00:45:40 |  |

## Músicos
- Dengue, Dunga e Kassin - baixo
- Liminha - baixo, violão e programações
- César Farias e Pupillo - bateria
- Fernando Vidal, Lúcio Maia e Pedro Sá - guitarras
- Armando Marçal, Carlos Negreiros, Jovi Joviniano e Marcos Suzano - percussão
- Plínio Profeta - programações
- Maurício Pacheco - programações, teclados, efeitos e violão
- DJ Nuts e Magic Julio - scratches
- André Gomes - sítara
- Gordinho - surdo
- Domenico Lancelotti, Humberto Barros, Ricardo Fiúza e Sacha Amback - teclados
- Júnior Tostoi - violão
- Rodrigo Campello - violão, guitarra, cavaquinho, vocais, baixo, kalimba, programações e efeitos
- Davi Moraes - violão e guitarra
- Jaques Morelenbaum - violoncelo
- As Gatas, Felipe Abreu, Roberta Sá e Suely Mesquita - vocais
- Fernanda Abreu - voz, efeitos e programações